# Taraxacum neosivaschicum
Taraxacum neosivaschicum — вид квіткових рослин з підродини цикорієвих (Cichorioideae).

## Поширення
Україна.
Taraxacum neosivaschicum є вузьким ендеміком Азовського узбережжя.

## Біоморфологічна характеристика
Це багаторічна рослина. Належить до Taraxacum sect. Erythrosperma.